# Gesamtgeschäftsführungsbefugnis
Bei der Gesamtgeschäftsführungsbefugnis sind mehrere Personen nur gemeinschaftlich befugt, eine Entscheidung zu treffen. Verletzt eine Person diese Regel, so können die anderen gegebenenfalls Schadenersatz verlangen, sofern dadurch ein materieller Schaden entstanden ist.
Das Gegenteil, wenn jeder Geschäftsführer einzeln die Firma vertreten darf, nennt man Einzelgeschäftsführungsbefugnis.
Vorteil der Gesamtgeschäftsführungsbefugnis ist die gegenseitige Kontrolle der verschiedenen Geschäftsführer. Als Nachteil kann fehlende Spontanität und Flexibilität genannt werden.